# بیابان پشت ریگ
بیابان پشت ریگ نام بیابانی است واقع در بخش کویرات یکی از بخش‌های تابعه شهرستان آران و بیدگل در استان استان اصفهان ایران.
بیابان پشت ریگ در مجاورت کویر سیازگه قسمتی از بیابان بزرگ واقع در شمال شرقی کاشان و شمال ابوزیدآباد واقع در استان اصفهان است، این بیابان از شرق با محدوده پارک ملی کویر از شمال به دریاچه نمک (آران و بیدگل) از غرب به بیابان مرنجاب و بیابان بند ریگ و از جنوب به ابوزیدآباد و روستاهای حاشیه آن در یک نوار مرزی شرقی غربی محدود می‌شود.
این بیابان در نواحی غربی و مجاورت مرنجاب پوشیده از تپه‌های ماسه‌ای تثبیت شده و در نواحی مرکزی خاک‌های قلیایی با پوشش گیاهی اندک می‌باشد.
ریگ در گویش مردمان محلی به معنای مکان‌های پوشیده از شن است و پشت ریگ به معنای مکانی در پشت تپه‌های شنی می‌باشد.
پوشش گیاهی در مناطق شنی، درختان تاغ و بوته‌های اسکنبیل و نسی و در مناطق استپی تاغ، درمنه، جگن، رشمه، شور الوان، شور بیابانی و اشنان است.
به دلیل بکربودن طبیعت، حیات وحش این منطقه از امنیت خوبی برخوردار بوده و پوشش جانوری منطقه شامل شاهین، عقاب، خرگوش، روباه شنی، گربه شنی، شغال، گرگ، جرد، هوبره، انواع آگاما و مار و پامِسواکی است.
مردمان این منطقه گویشی کهن به نام راجی دارند که از گویش‌های ایرانی مرکزی است.